# Mohamed Zran
Mohamed Zran (in arabo ﻣﺤﻤﺪ ﺍﻟﺰﺭﻥ‎?; Zarzis, 23 agosto 1959) è un regista e sceneggiatore tunisino.

## Biografia
Ha studiato cinema a Parigi e si è formato come aiuto regista di Cyril Collard. È stato diretto da quest'ultimo nel cortometraggio Alger la blanche (1986) e dal connazionale Karim Dridi in Bye-Bye (1995). Ha realizzato il suo primo cortometraggio nel 1987, presentando il seguente Le Casseur de pierres al 43º Festival di Cannes, nella sezione Un Certain Regard. Ha esordito nel lungometraggio nel 1996 con As-Sayyida, incentrato sull'emarginazione e la povertà degli abitanti delle periferie di Tunisi. Quest'ultimo è stato un successo di pubblico epocale in Tunisia all'epoca della sua uscita e ha avuto un impatto significativo sul cinema del Paese. Il suo secondo film di finzione, Al-ʾAmīr (2004), è stato presentato in concorso al Cairo International Film Festival.

## Filmografia

### Direttore
- Virgola (Virgola) (1987)
- Lo Spaccapietre (1989)
- Ya nabil (Ehi Nabil) di Mohamed Zran e Martine Robert (1993)
- As-Sayyida (1996)
- La canzone del millennio (2002)
- Il principe (2004)
- Vivere qui (2009)
- Vai via! (2012)
- Lilia, una ragazza tunisina (2016)

### Attore
- Algeri, The White di Cyril Collard nel ruolo di Muhammed (1986)
- Ciao ciao di Karim Dridi (1995)
- Il principe di Martha Coolidge (2005)